# 1865 no Brasil
No ano de 1865 no Brasil, haviam se passado 365 anos desde a Descoberta e 43 anos desde a Independência do Brasil.

## Incumbente
- Imperador – D. Pedro II (9 de abril de 1831-15 de novembro de 1889).

## Eventos
- 2 de janeiro: Guerra do Uruguai: o Cerco de Paysandú termina quando brasileiros e uruguaios colorados capturam Paysandú, Uruguai.
- 7 de janeiro: Criação dos Voluntários da Pátria e destacamento de contingentes da Guarda Nacional para lutar na Guerra do Paraguai.[1]
- 17 de janeiro: O ministro brasileiro declara guerra ao Solano López do Paraguai.
- 27 de janeiro: Batalha do Jaguarão (Guerra do Uruguai).
- 20 de fevereiro: Fim da Guerra contra Aguirre.
- 18 de março: Paraguai declara guerra à Argentina e invade a província de Corrientes.[2]
- 13 de abril - Forças paraguaias capturam a cidade de Corrientes.[3]
- 14 de abril - Ocupação de Corrientes pelas forças paraguaias.[4]
- 1 de maio - Assinatura do Tratado da Tríplice Aliança entre Brasil, Argentina e Uruguai contra o Paraguai. Seus objetivos são a derrubada de Solano López, a livre navegação dos rios da bacia do Prata e –uma cláusula secreta- a anexação de parte do território em disputa com o Paraguai por Argentina e Brasil.[5]
- Maio a junho: Exército paraguaio comandado pelo coronel Antonio de la Cruz Estigarribia cruza as Misiones e invade o Rio Grande do Sul, em São Borja.[6]
- 9 de maio - A República Argentina declara guerra ao Paraguai.
- 11 de junho - Batalha de Riachuelo. Esquadra paraguaia ataca a brasileira, mas é derrotada. Com isso, o Paraguai torna-se bloqueado, incapaz de receber armas e auxílio do exterior.
- 10 de julho: D. Pedro II parte para o cenário da guerra.
- 5 de agosto: Tropas paraguaias capturam Uruguaiana, Rio Grande do Sul.
- 13 de agosto - O exército de voluntários brasileiros embarca para a Guerra do Paraguai.
- 17 de agosto - Batalha de Javaí ou Yataí. As tropas da Tríplice Aliança (Brasil, Argentina e Uruguai) atacam uma coluna paraguaia das tropas.
- Setembro: A casa bancária Rothschilds empresta 7 milhões de libras esterlinas ao Brasil.
- 14 de setembro - Estigarribia se rende a Dom Pedro II (em sua única visita aos campos de batalha), Bartolomé Mitre e Venancio Flores, em Uruguaiana.
- 18 de setembro: Rendição de Uruguaiana na Guerra do Paraguai.
- 23 de setembro: As relações diplomáticas entre o Brasil e a Inglaterra são reatadas.
- 27 de outubro: Os voluntários imigrantes suíços e alemães alistam para a Guerra do Paraguai.
- Setembro a novembro: Forças paraguaias se retiram ao longo do rio Paraná e iniciam fase defensiva da guerra, mas ainda mantém ocupado território em Mato Grosso.
- Setembro a novembro - Forças paraguaias se retiram ao longo do rio Paraná e iniciam fase defensiva da guerra, mas ainda mantém ocupado território em Mato Grosso.

## Nascimentos
- 10 de janeiro: Alfredo Ferreira Lage, fotógrafo e jornalista (m. 1944).